# فینال لیگ کونکاکاف ۲۰۱۷
فینال لیگ کونکاکاف ۲۰۱۷ مسابقه نهایی لیگ کونکاکاف ۲۰۱۷، اولین دوره لیگ کونکاکاف، مسابقات فوتبال باشگاهی رده دوم بود که توسط کونکاکاف، نهاد حاکم منطقه‌ای آمریکای شمالی، آمریکای مرکزی و کارائیب، سازماندهی شده بود.
فینال در قالب دو بازی خانگی و خارج از خانه بین المپیا از هندوراس و سانتوس ده گواپیلس از کاستاریکا برگزار شد. بازی اول در ۱۹ اکتبر ۲۰۱۷ به میزبانی المپیا در ورزشگاه المپیکو متروپولیتانو در سن پدرو سولا برگزار شد، در حالی که بازی برگشت به میزبانی سانتوس ده گواپیلس در ورزشگاه ملی کاستاریکا در سن خوزه در ۲۶ اکتبر ۲۰۱۷ برگزار شد.
با پیروزی سانتوس ده گواپیلس در بازی رفت و پیروزی المپیا در بازی برگشت، هر دو با نتیجه ۱–۰، این بازی در مجموع با نتیجه ۱–۱ به پایان رسید و المپیا در ضربات پنالتی با نتیجه ۴–۱ پیروز شد و عنوان قهرمانی را از آن خود کرد. به عنوان قهرمان لیگ کونکاکاف، المپیا به لیگ قهرمانان کونکاکاف ۲۰۱۸ راه یافت.

## تیم‌ها
| تیم               | منطقه                  |
| ----------------- | ---------------------- |
| المپیا            | آمریکای مرکزی (اونکاف) |
| سانتوس ده گواپیلس | آمریکای مرکزی (اونکاف) |

در حالی که المپیا تنها تیمی بود که از سال ۲۰۰۸ در هر ۹ دوره لیگ قهرمانان کونکاکاف حضور داشته و در صورت پیروزی در فینال، این روند را ادامه می‌داد، سانتوس ده گواپیلس هرگز در لیگ قهرمانان کونکاکاف حضور نداشته و این شانس را داشت که برای اولین بار به این رقابت‌ها راه یابد.

## ورزشگاه‌ها
|  |  |

## مسیر تا فینال
توجه: در تمام نتایج زیر، امتیاز فینالیست ابتدا ذکر شده است (H: میزبان؛ A: مهمان).
| المپیا       | المپیا | المپیا  | المپیا  | مرحله             | سانتوس ده گواپیلس | سانتوس ده گواپیلس | سانتوس ده گواپیلس | سانتوس ده گواپیلس |
| ------------ | ------ | ------- | ------- | ----------------- | ----------------- | ----------------- | ----------------- | ----------------- |
| حریف         | مج.    | رفت     | برگشت   | لیگ کونکاکاف ۲۰۱۷ | حریف              | مج.               | رفت               | برگشت             |
| آلاخولنسه    | ۳–۰    | ۲–۰ (H) | ۱–۰ (A) | یک‌هشتم نهایی      | سن خوان جابلوته   | ۸–۳               | ۶–۲ (H)           | ۲–۱ (A)           |
| آلیانسا      | ۳–۲    | ۰–۱ (A) | ۳–۱ (H) | یک‌چهارم نهایی     | چوریلو            | ۲–۰               | ۱–۰ (A)           | ۱–۰ (H)           |
| پلازا آمادور | ۸–۲    | ۷–۱ (A) | ۱–۱ (H) | نیمه نهایی        | عربه یونیدو       | ۱–۰               | ۰–۰ (A)           | ۱–۰ (H)           |

## فرمت
فینال به صورت رفت و برگشت برگزار شد و تیمی که در دوره‌های قبلی عملکرد بهتری داشت، میزبان بازی برگشت بود.
اگر نتیجه مجموع دو بازی بعد از بازی برگشت مساوی می‌شد، قانون گل زده در خانه حریف اعمال می‌شد و اگر باز هم مساوی بود، ضربات پنالتی برای تعیین برنده استفاده می‌شد.

### رتبه‌بندی عملکرد
| رتبه | تیم               | بازی | برد | مساوی | باخت | گل زده | گل خورده | گل تفاضل | امتیاز | میزبان     |
| ---- | ----------------- | ---- | --- | ----- | ---- | ------ | -------- | -------- | ------ | ---------- |
| ۱    | سانتوس ده گواپیلس | ۶    | ۵   | ۱     | ۰    | ۱۱     | ۳        | ۸+       | ۱۶     | بازی برگشت |
| ۲    | المپیا            | ۶    | ۴   | ۱     | ۱    | ۱۴     | ۴        | ۱۰+      | ۱۳     | بازی رفت   |

## مسابقات

### بازی رفت
| المپیا | ۰–۱   | سانتوس ده گواپیلس |
| ------ | ----- | ----------------- |
|        | گزارش | - آزوفیفا ۶۲'     |

| المپیا | سانتوس ده گواپیلس |

### بازی برگشت
| سانتوس ده گواپیلس            | ۰–۱   | المپیا                        |
| ---------------------------- | ----- | ----------------------------- |
|                              | گزارش | - کیرینوس ۲۱'                 |
| ضربات پنالتی                 |       |                               |
| - آزوفیفا - لاگوس - بارکوئرو | ۱–۴   | - کوستلی - مویا - لوپز - مخیا |

| سانتوس ده گواپیلس | المپیا |